# Carlina biebersteinii
Espèce
Classification phylogénétique
Carlina biebersteinii, de nom commun carline à longues feuilles, est une espèce de plante à fleurs eurasiatique de la famille des Asteraceae et du genre Carlina.

## Description
La carline à longues feuilles est une plante monocarpe vivace à feuilles persistantes et demi-rosette et une hémicryptophyte. Elle atteint des hauteurs de croissance de 20 à 70 cm, rarement jusqu'à 120 cm. Les feuilles de la tige deviennent plus courtes de la rosette à l'extrémité de la pousse. Les feuilles de la tige moyenne mesurent généralement de 6 à 10 cm, rarement jusqu'à 15 cm de long. Les feuilles de la tige sont soit régulièrement interrompues par de fines épines ou, rarement, des lobes courts. Elles sont toujours plates et seules les supérieures sont plus ou moins épineuses à leur base. Les bractées externes sont en forme de peigne, finement épines, les pointes d'épines plus grossières ne sont présentes qu'à la base.
La période de floraison s'étend de juin à septembre.

## Répartition
Carlina biebersteinii est présente de l'Europe jusqu'au Xinjiang. Elle prospère dans les prairies silicatées, les prairies semi-arides, les prairies montagnardes à subalpines et dans les forêts clairsemées. Elle est présente dans les Caricion ferrugineae, les Calamagrostion arundinaceae, les pelouses calcaires mésophiles, les pinèdes subcontinentales basophiles.

## Sous-espèces
Trois sous-espèce se distinguent en Europe centrale :
- Carlina biebersteinii subsp. biebersteinii est la forme nominale, son aire de répartition correspond à celle de l'espèce. La sous-espèce pousse dans les prairies montagnardes à subalpines et dans les forêts clairsemées. Elle atteint une hauteur de 20 à 50 cm, rarement jusqu'à 80 cm. La tige et le dessous des feuilles sont initialement laineuses, mais avec le temps, elles deviennent chauves. Les feuilles supérieures de la tige, comme celles du milieu, sont uniformément finement dentées, alternant avec des dents plus longues ou des groupes de dents. Elles sont toujours plates. Elles se rétrécissent uniformément à partir de la moitié inférieure. Les capitules sont généralement disposés individuellement. Chez La variété Carlina biebersteinii subsp. biebersteinii var. fennica Meusel et Kästner, le diamètre des capitules est de 15 à 25 millimètres et ceux-ci ne sont pas dominés par des bractées. Les capitules de la variété Carlina biebersteinii subsp. biebersteinii var. biebersteinii atteignent un diamètre plus grand de 20 à 40 mm et sont généralement dominés par les bractées. Le nombre de chromosomes dans la sous-espèce est 2n = 20.
- La sous-espèce Carlina biebersteinii subsp. brevibracteata (Andrae) K.Werner se rencontre rarement en Bavière près de Wolfratshausen et dans les contreforts alpins. Elle pousse sur les prairies silicatées, les pelouses semi-arides et dans les forêts clairsemées. La sous-espèce atteint une taille de 30 à 70 cm, rarement jusqu'à 120 cm. Les feuilles supérieures de la tige sont différentes de celles du milieu. Il y a 3 à 5 lobes épineux de chaque côté des feuilles de la tige supérieure, qui sont souvent un peu crépus. La tige et le dessous des feuilles sont systématiquement gris-tomenteux à laineux. Il y a généralement plusieurs ou plusieurs boutons de fleurs. Ceux-ci ont un diamètre de 15 à 25 mm et ne sont pas surmontées de bractées. Le nombre de chromosomes dans la sous-espèce est 2n = 20.
- Carlina biebersteinii subsp. sudetica Kovanda n'est présente qu'en République tchèque.

## Écologie
Elle est une plante hôte de la chenille de Calyciphora xanthodactyla et Calyciphora albodactylus.